# (513) Centesima
(513) Centesima ist ein Asteroid des Hauptgürtels, der am 24. August 1903 von Max Wolf entdeckt wurde.
Der Name ist das lateinische Wort für der Hundertste.